# Нгуєн Тхань Лонг
Нгуєн Тхань Лонг (в'єт. Nguyễn Thanh Long, 3 вересня 1966, Намдінь) — в'єтнамський політик і лікар-інфекціоніст, який обіймав посаду міністра охорони здоров'я В'єтнаму з липня 2020 року до свого виключення з Комуністичної партії В'єтнаму в червні 2022 року за причетність до корупційного скандалу з Việt Á. Перед своїм терміном перебування на посаді міністра охорони здоров'я він виконував обов'язки міністра з липня по листопад 2020 року. Він був відомий як один із головних стратегів розробки заходів уряду В'єтнаму на епідемію COVID-19.

## Кар'єра
Нгуєн Тхань Лонг закінчив навчання в Ханойському медичному університеті за спеціальністю лікар-інфекціоніст в 1995 році, та отримав ступінь доктора наук в 2003 році. Нгуєн отримав звання професора в 2013 році. Між 2005 і 2011 роками він керував профілактикою ВІЛ/СНІДу в міністерстві охорони здоров'я В'єтнаму, а з 2011 року до 2018 року обіймав посаду заступника міністра охорони здоров'я, після чого був призначений заступником директора Центрального відділу пропаганди Комуністичної партії В'єтнаму. На початку епідемії COVID-19 він повернувся до міністерства на посаду заступника міністра охорони здоров'я, а з липня 2020 року став виконуючим обов'язки міністра охорони здоров'я. Його вважають одним із стратегів, що стоять за схвально оціненим успіхом В'єтнаму протягом 2020 року у розробці заходів проти епідемії COVID-19 та контроль над нею. 12 листопада 2020 року він офіційно став міністром охорони здоров'я.

## Звільнення з посад і виключення з Комуністичної партії
6 червня 2022 року в штаб-квартирі партії Політбюро ЦК Комуністичної партії В'єтнаму скликало позачергове засідання Центрального комітету 13-го скликання для розгляду та застосування дисциплінарних заходів проти лікаря Нгуєна Тхань Лонга та голови Народного комітету Ханоя Чу Нгок Аня. Розглянувши запит Політбюро, виходячи зі змісту, передумов ситуації, ступеня наслідків і причини порушення; відповідно до статуту партії про притягнення до дисциплінарної відповідальності членів партії, які порушили закон, ЦК постановив виключити з партії як Нгуєна Тхань Лонга, так і Чу Нгок Аня.
Вранці 7 червня 2022 року більшістю голосів «за» Національних зборів схвалила позбавлення Нгуєна Тхань Лонга статусу члена 15-их Національних зборів, та схвалили рекомендацію щодо його усунення з посади міністра охорони здоров'я. Того ж дня президент Нгуєн Суан Фук видав виконавче рішення № 658/QĐ-CTN щодо звільнення Нгуєна Тхань Лонга з посади міністра охорони здоров'я, погодившись із рекомендацією прем'єр-міністра. Рішення набрало чинності з дня підписання.
В офіційній заяві Політбюро зазначено, що: «Товариш Нгуєн Тхань Лонг серйозно погіршив свою політичну ідеологію та мораль; порушив закон та статут партії; порушив кодекс поведінки члена партії, що призвело до втрат та розтрати державного бюджету; серйозно вплинула на реакцію держави на пандемію COVID-19; викликало суспільний резонанс та вплинуло на довіру до партії та міністерства охорони здоров'я».

## Переслідування та арешт
Увечері 7 червня 2022 року слідчий департамент міністерства громадської безпеки В'єтнаму оголосив про розширене розслідування скандалу з тест-набором Viet A, у результаті якого було заарештовано кількох високопосадовців за звинуваченням у: «Порушенні правил закон про торги, що призвели до тяжких наслідків», «Зловживання владою або службовим становищем під час виконання службових обов'язків», «Давання хабара» та «Одержання хабара».
Пізніше того вечора разом із колишнім головою Народного комітету Ханоя Чу Нгоком Анем і колишнім заступником міністра науки і технологій Фомом Конг Тхаком Нгуєн Тхань Лонг отримав рішення прокуратури, ордер на арешт і ордер на обшук від міністерства громадської безпеки за звинуваченням у зловживанні владою або службовим становищем під час виконання службових обов'язків. Його взяли під варту після 3-годинного обшуку в його приватному помешканні.